# Hyperbola hemispina
Hyperbola hemispina är en fjärilsart som beskrevs av László Anthony Gozmány. Hyperbola hemispina ingår i släktet Hyperbola och familjen äkta malar. Inga underarter finns listade i Catalogue of Life.